# Montjavoult
Montjavoult ist eine französische Gemeinde mit 525 Einwohnern (Stand 1. Januar 2022) im Département Oise in der Region Hauts-de-France. Sie gehört zum Arrondissement Beauvais, zur Communauté de communes du Vexin Thelle und zum Kanton Chaumont-en-Vexin.

## Geographie
Die Gemeinde Montjavoult liegt in der Landschaft Vexin français an der Grenze zum Département Val-d’Oise, rund acht Kilometer südlich von Gisors. Zu Montjavoult gehören die Gemeindeteile Hérouval, Beaugrenier, Le Marais, Le Vouast, Le Bout du Bois und Valécourt.

## Geschichte
Aus der Zeit des Neolithikums wurden Steinwerkzeuge gefunden. In Texten aus dem 9. Jahrhundert wird der Ort als mons jocundiacus bezeichnet. Die Herrschaft der Abtei Saint-Denis dauerte bis in die Mitte des 17. Jahrhunderts. Im Jahr 1788 wurde Montagny-en-Vexin von Montjavoult abgetrennt. In der Mitte des 19. Jahrhunderts blühte der Protestantismus auf.

## Einwohner
| Jahr                       | 1962 | 1968 | 1975 | 1982 | 1990 | 1999 | 2011 | 2021 |
| -------------------------- | ---- | ---- | ---- | ---- | ---- | ---- | ---- | ---- |
| Einwohner                  | 366  | 313  | 292  | 324  | 449  | 465  | 475  | 510  |
| Quellen: Cassini und INSEE |      |      |      |      |      |      |      |      |

## Sehenswürdigkeiten
- gotische Kirche Saint-Martin, seit 1913 als Monument historique klassifiziert; im Jahr 882 der Abtei Saint-Denis zugehörend, mit einem Renaissanceportal.[1][2]
- Herrenhaus in der rue Denfer
- Gotisches Kreuz vor der Kirche
- Waschhaus in Valécourt

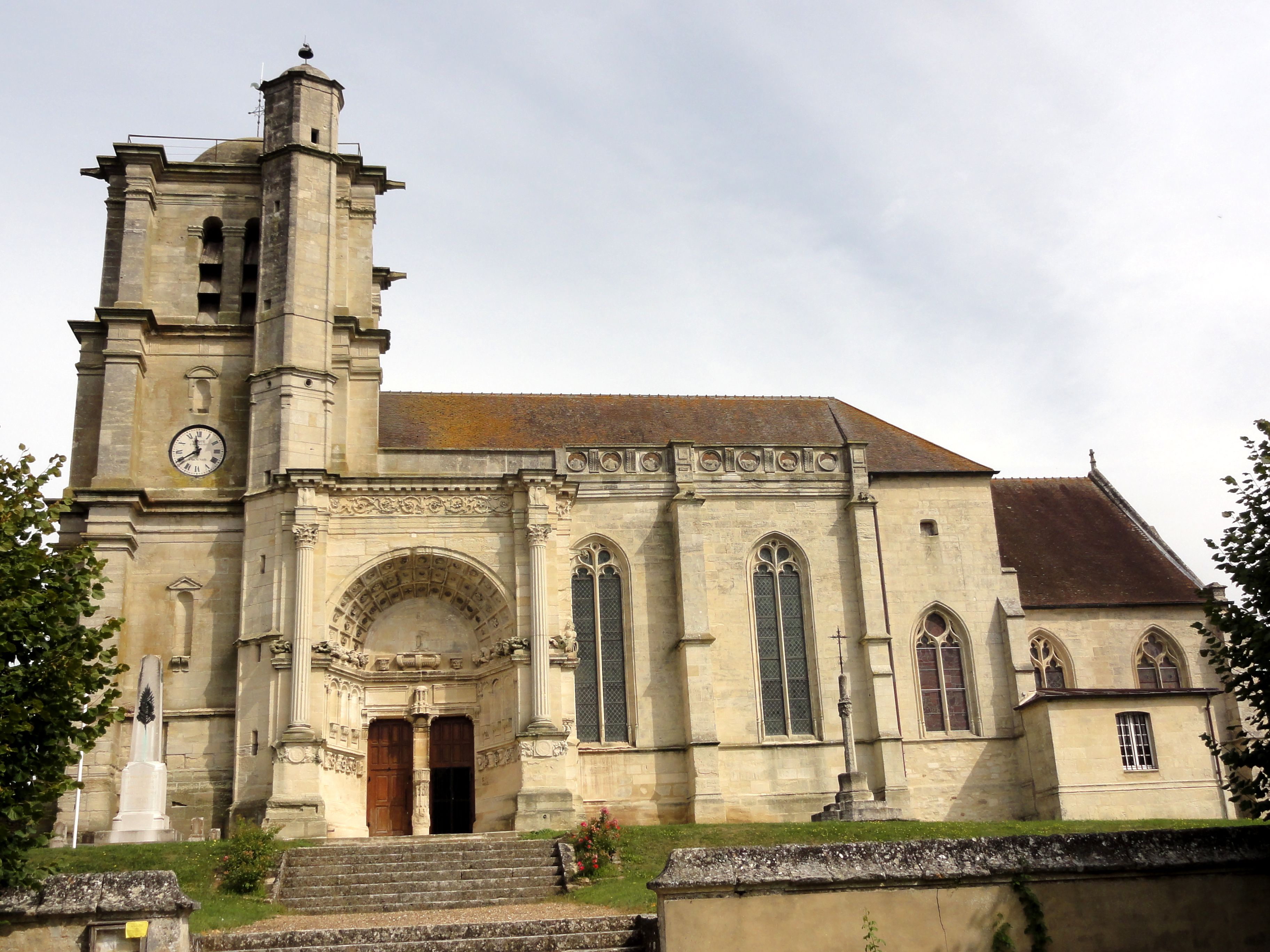
Kirche Saint-Martin
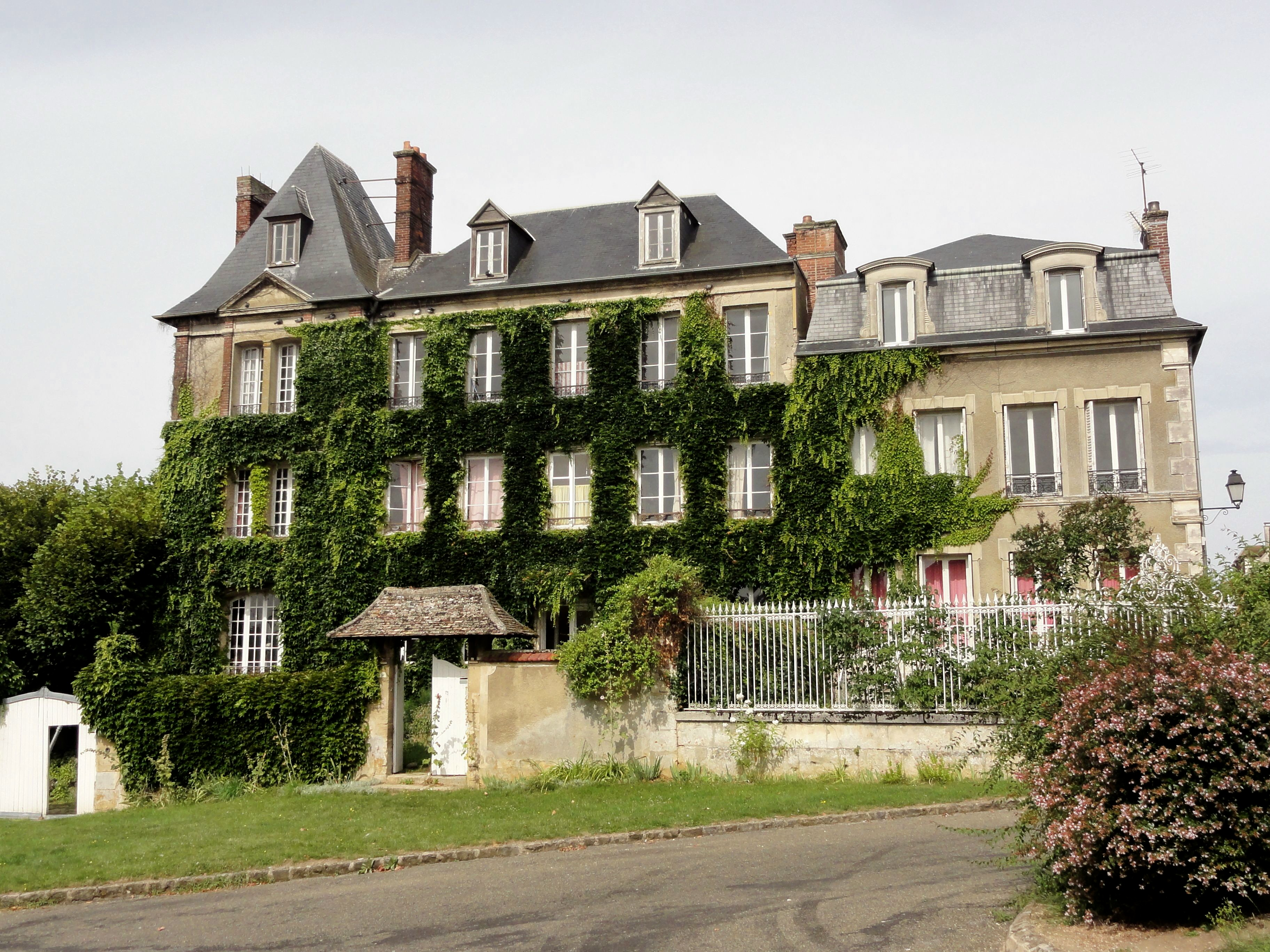
Herrenhaus
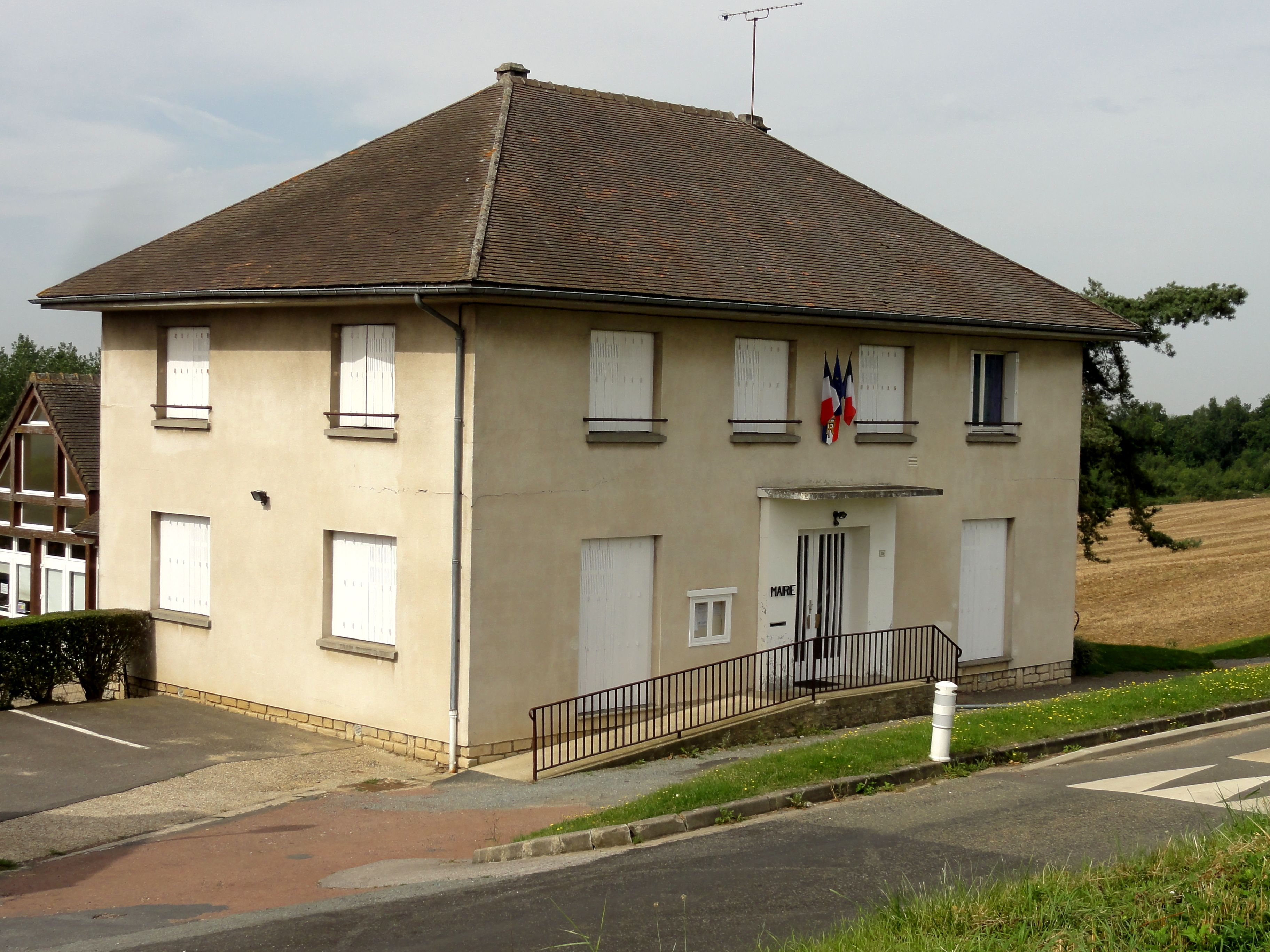
Mairie Montjavoult
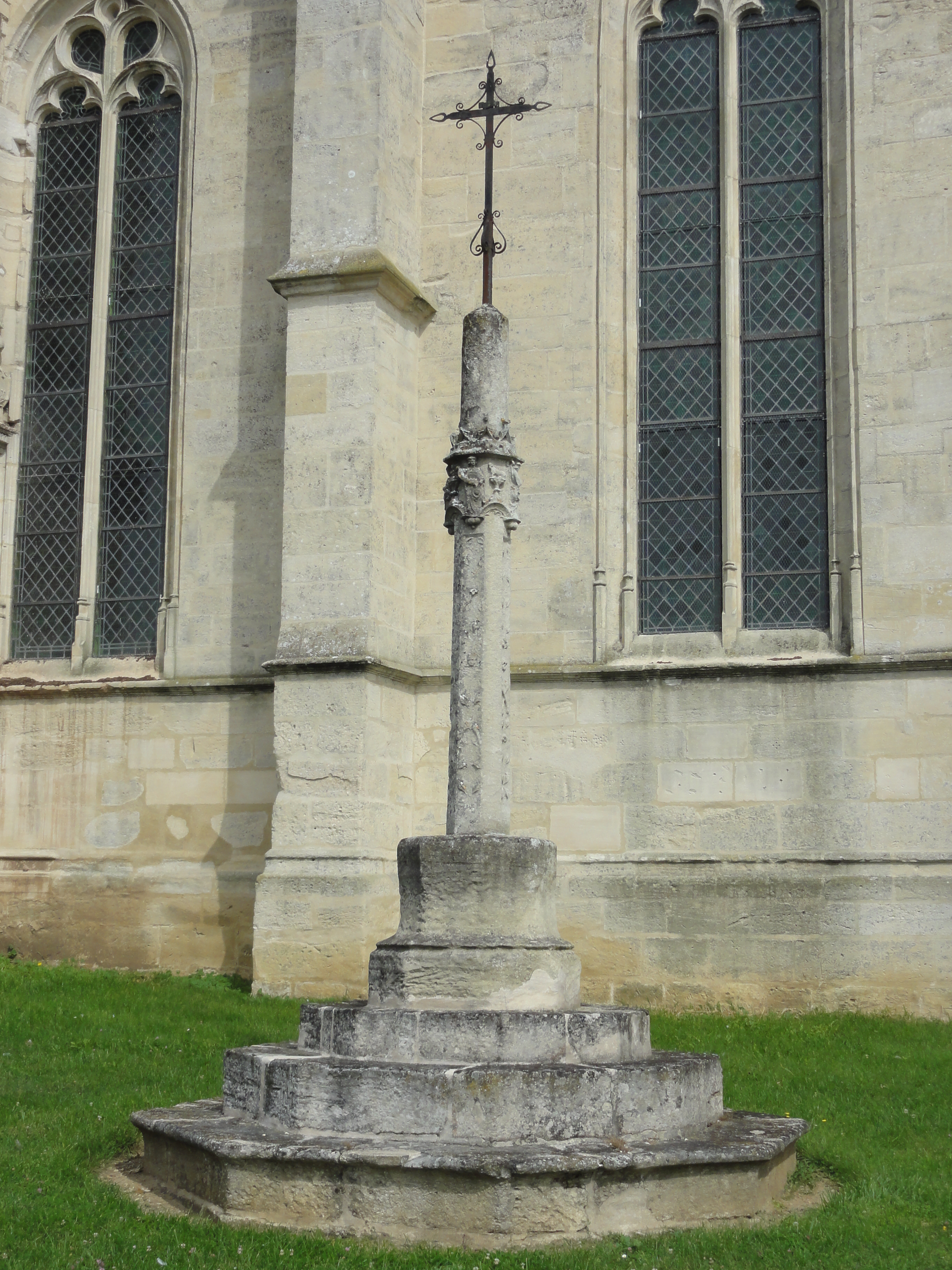
Gotisches Kreuz
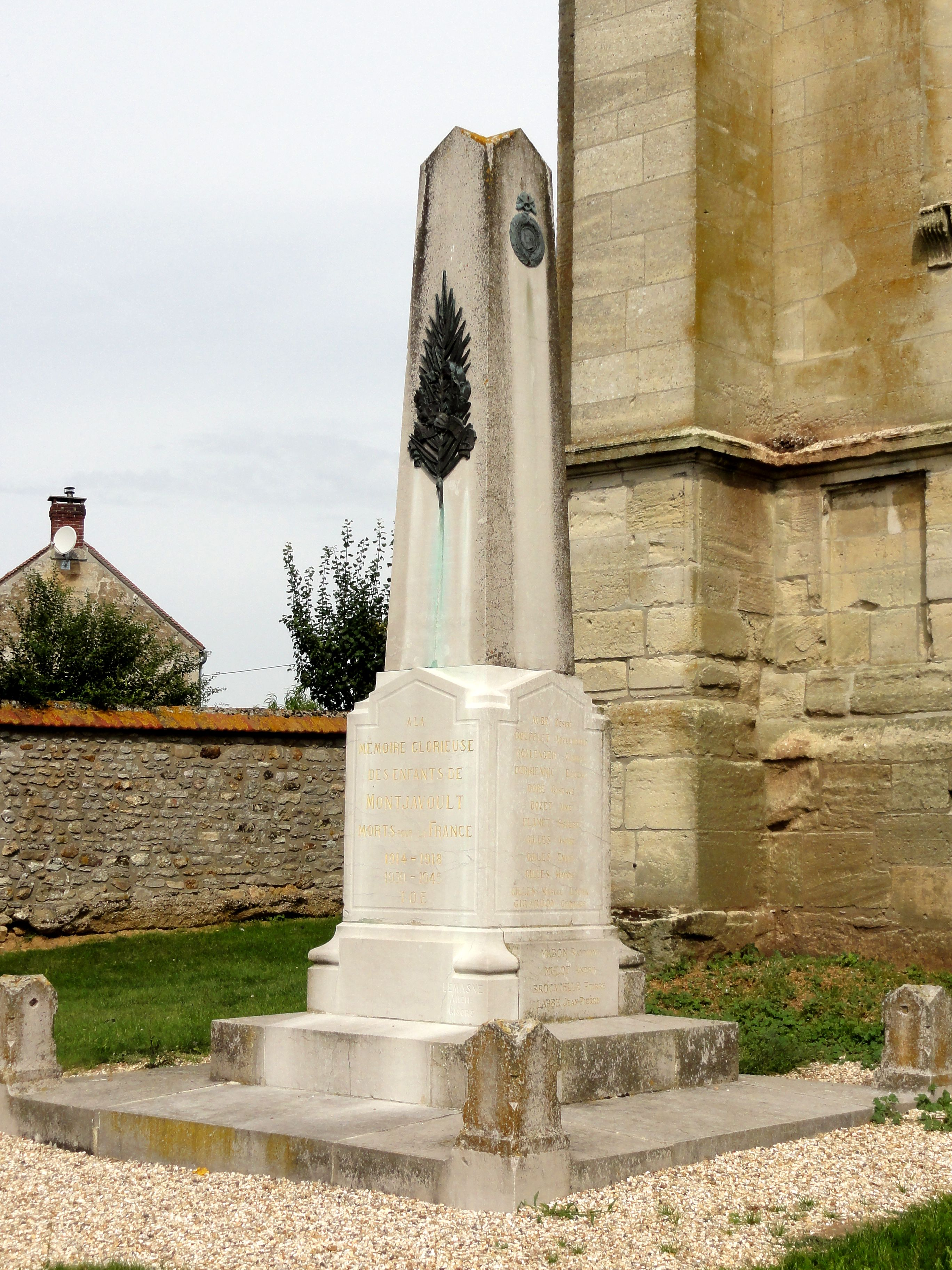
Gefallenendenkmal

## Persönlichkeiten
- Der Maler Dado (Miodrag Djuric, 1933–2010) besaß in den 1960er Jahren die Mühle in Hérouval.

## Montjavoult im Film
Die Hochzeitsszene am Anfang des Films Die Abenteuer des Rabbi Jacob wurde in Montjavoult gedreht.